# Deutsch-Jüdisches Theater
Das Deutsch-Jüdische Theater (DJT) ist eine seit 2001 in Berlin bestehende Einrichtung, die unter dem Namen Bimah (hebräisch בִּימָה ‚kleine Bühne‘) von dem Schauspieler und zeitweiligen Intendanten der jüdischen Kulturtage in Berlin, Dan Lahav (1946–2016) gegründet wurde. Es ist das erste jüdische Theater nach dem Zweiten Weltkrieg in der Stadt. Es hat seit Anfang um seine Existenz kämpfen müssen, da es keine staatlichen Subventionen erhält und vor allem auf Spenden angewiesen ist.

## Geschichte
Zuerst spielte das Theater im Berlin-Wilmersdorfer Theater Coupé, einer Spielstätte mit 99 Plätzen und Café, die nach künstlerischen Entwürfen von Viktor Müllerstaedt 1994 entstand. 2004 zog die Truppe in das ehemalige Kino Filmbühne am Steinplatz an der Charlottenburger Hardenbergstraße und spielte kurze Zeit unter der Schirmherrschaft von Iris Berben. Anschließend ging es 2006 in den Bürgersaal des Rathauses Charlottenburg, dann nach Neukölln in den Tanzschul-Ballsaal von Will Meisel in der Jonasstraße, der in den 1930er Jahren durch die Feste von Nazioffizieren bekannt wurde. Danach wurde im Admiralspalast in der Friedrichstraße gespielt. Doch wegen zwar zugesagter aber dann doch ausbleibender Fördermittel wurde das Theater insolvent und musste wieder umziehen. Dazu bemerkte Dan Lahav selbstironisch: „Anscheinend liegt die Neigung zum Wandern und Weiterziehen in den Genen unseres Volkes“. 2015 war man dann am Kurfürstendamm, Ecke Meinekestraße in den Räumen der ehemaligen juristischen Buchhandlung, gelandet und nannte sich fortan Theater Größenwahn, als humorvolle Hommage an das legendäre Berliner Kabarett Größenwahn der frühen 1920er Jahre, das nicht weit davon entfernt im Café Größenwahn residierte. 2016 starb Intendant Lahav unerwartet an einem Hirntumor. Das Theater nannte sich fortan Deutsch-Jüdisches Theater. Ende 2017 zog es wieder zurück nach Wilmersdorf in das nun renovierte Theater Coupé am Hohenzollerndamm 177. Die Leitung hat seitdem Alexandra Julius Frölich.

## Künstlerisches Konzept
Das Theater war von Anfang an nicht als Theater von Juden für Juden gedacht, sondern interkulturell ausgerichtet für Menschen, die sich für Theater und jüdische Kultur interessieren und mit ihr auseinandersetzen wollen. Es sollte ein unverzichtbarer Bestandteil der Berliner Theaterlandschaft sein. Gespielt wurde sowohl Traditionelles als auch Modernes von klassischer ostjüdischer Theaterliteratur bis zu zeitgenössischer Theaterkunst aus Israel. Neben dem Spielbetrieb gab es schon unter Lahav auch politische Erziehungsarbeit und Weiterbildungen für Migranten, aber auch für die Polizei. Dan Lahavs Nachfolgerin Alexandra Julius Frölich ergänzt das Konzept mit den Worten: „Die Aufgabe des DJT soll darin bestehen, die Vielfalt der jüdischen Kultur und des deutsch-jüdischen Erbes nach außen zu tragen, um so präventiv und aktiv gegen alle Formen von Antisemitismus und Homophobie vorzugehen.“

## Repertoire
Neben klassischer ostjüdischer Literatur legt das DJT Wert auf das moderne Theater. So wurde das Stück Else in Jerusalem von Motti Lerner aufgeführt, das sich mit dem Schicksal der Else Lasker-Schüler im Exil befasst. Von Edna Mazya gab es Wien am Meer, ein ernstes Stück, Satirisches von Ephraim Kishon, Die Braut und der Schmetterlingsfänger von Nissim Aloni, und nach Isaac Bashevis Singer Zum Teufel nochmal. Später kamen Stücke von Harold Pinter (Das Zimmer) und Martin Sherman (Bent) hinzu. In der Kriminalkomödie Esther Glick – Eine mörderische Affäre von Dan Lahav geht es um tödliche Rezepte einer nicht immer ganz koscheren Küche. Ein weiteres Stück war Eine unglaubliche Begegnung im Romanischen Café von Dan Lahav, in der eine fiktive Begegnung mit Lotte Lenya, Else Lasker-Schüler, Kurt Tucholsky und Friedrich Hollaender, einen Tag vor ihrer Emigration aus Nazi-Deutschland, dramatisch beschrieben wird. Die erste Inszenierung nach Lahavs Tod war 2018 eine humorvolle Bearbeitung der Novelle Benjamin – Wohin? von Hermann Sinsheimer, die 1938 erschien und von zwei Schnorrern handelt, die ihr Schtetl verlassen, um in die Welt zu ziehen.